# Штольберг, Клаус-Петер
Клаус-Петер Штольберг (нем. Klaus-Peter Stollberg; род. 15 сентября 1959) — немецкий дзюдоист, чемпион и призёр чемпионатов ГДР, призёр чемпионатов Европы и мира.

## Карьера
Выступал в суперлёгкой весовой категории (до 60 кг). Чемпион (1982, 1983 и 1985 годы), серебряный (1979, 1984, 1988) и бронзовый (1980—1981) призёр чемпионатов ГДР. Победитель и призёр международных турниров. Бронзовый призёр чемпионатов Европы 1982 и 1983 годов. В 1983 году стал бронзовым призёром чемпионата мира в Москве.